# 副猪嗜血杆菌病
副猪嗜血杆菌病，也写作猪副嗜血杆菌病，又称格拉泽氏病或革拉泽氏病（Glasser's disease）。副猪嗜血杆菌病是由副猪嗜血杆菌（Haemophilus parasuis, HPS）引起的猪的疾病，表现为猪的纤维性多发性浆膜炎、关节炎、胸膜炎和脑膜炎等。副猪嗜血杆菌病曾一度被认为是由应激所引起的。
目前，副猪嗜血杆菌病已经在全球范围影响着养猪业的发展。

## 副猪嗜血杆菌
副猪嗜血杆菌为格兰氏阴性菌，非溶血性，NAD依赖型细菌。副猪嗜血杆菌属变形菌门γ-变形菌纲巴斯德氏菌目巴斯德氏菌科嗜血杆菌属。
副猪嗜血杆菌有多种不同形态的细菌，无鞭毛，无芽胞，新分离的致病菌有荚膜。在巧克力培养基和金色葡萄球菌共同培养时，会在金色葡萄球菌菌苔附近呈卫星生长，菌落直径达1～2毫米。
此病原菌与猪嗜血杆菌（Haemophilus suis）十分相似，但猪嗜血杆菌在生长过程中需要X因子（血红素及其它卟啉类物质）和V因子（烟酰胺腺嘌呤二核苷酸，NAD），而副猪嗜血杆菌只需要V因子。拉丁名中的“para”表示微生物生长不需要补充X因子。
副猪嗜血杆菌对外界抵抗力不强。干燥环境易死亡，60℃可存活5～20分钟，4℃可存活7～10天。常用消毒药可将其杀死。副猪嗜血杆菌对结晶紫、杆菌肽、红霉素、林可霉素、土霉素、卡那霉素、磺胺类等药物敏感。

## 历史
- 1910年，德国科学家Glässer首次报道副猪嗜血杆菌[2]。
- 1922年，Schermer和Ehrlich首次分离到副猪嗜血杆菌。
- 1931年，Lewis和Shope在研究猪流感时发现了这一细菌，并将其命名为H. influenzae suis。Lewis和Shope分离到的细菌同时需要X因子和V因子[3]。
- 1943年，Hjärre和Wramby将该病原体称为猪嗜血杆菌（Haemophilus suis）。
- 1969年，Biberstein和White证明该细菌在生长时不需要X因子，细菌更名为副猪嗜血杆菌（Haemophilus parasuis）[4]。
- 1952年，Bakos等人首先报道副猪嗜血杆菌存在血清型[5]。
- 1992年，Kielstein, P等曾对副猪嗜血杆菌进行定型，并报道了15种血清型[6]。其所鉴定的血清型也被称为“Kielstein-Rapp-Gabrielson（KRG）血清分型方法”。

## 病原学
根据Kielstein, P等的报道，至少可将副猪嗜血杆菌分为15个血清型，另有20%左右的分离株不能分型。不同血清型的毒力情况如下：
| 强毒力               | 中等毒力             | 无明显症状       |
| -------------------- | -------------------- | ---------------- |
| 致死                 | 多发性浆膜炎，不致死 | 无临床表现和病变 |
| 1, 5, 10, 12, 13, 14 | 2, 4, 8, 15          | 3, 6, 7, 9, 11   |

在西班牙、德国、美国、日本、加拿大和中国，4型和5型是主要分离株，而澳大利亚和丹麦的主要血清型为5型和13型。

## 临床症状
副猪嗜血杆菌病患猪会出现厌食、精神沉郁、被毛粗乱、跛行、呼吸困难、振颤，耳朵发绀及共济失调等症状。 如疾病暴发可能引起较高的死亡率。
剖检可见心包炎、腹膜炎、胸膜炎、脑膜炎和关节炎，全身浆膜表面出现浆液性纤维素性以及纤维素性化脓性渗出。
副猪嗜血杆菌病无明显季节性、但冬春寒冷季节多发。

## 流行病学
副猪嗜血杆菌主要通过空气、猪与猪之间的接触及排泄物进行传播，主要传染源为病猪和带菌猪。
副猪嗜血杆菌病通常只感染猪，有较强的宿主特异性。通常情况下，母猪和育肥猪是副猪嗜血杆菌的携带者。
副猪嗜血杆菌病可影响2周龄-4月龄猪，主要在断奶后和保育期间发病。感染高峰为4-6周龄的猪。副猪嗜血杆菌病的发病率在10%～15%，严重时病死率可达50%。

## 发病机理
副猪嗜血杆菌多存在于猪的上呼吸道，通常在鼻腔和气管分离到，极少从肺和血液中分离到，从未从扁桃体分离到。

## 疾病诊断
副猪嗜血杆菌病可以临床诊断的基础上结合实验室诊断技术确诊。

### 病料采集
病料中的副猪嗜血杆菌较难分离。在选择病料时，应选择发病典型且从未进行药物治疗的猪只。从猪只各部位采集新鲜组织样品，并在12小时内送检。

### 实验室诊断技术
副猪嗜血杆菌病的实验室诊断方法包括琼脂扩散试验、间接血凝试验（Indirect Hemagglutination Assay, IHA）、ELISA、PCR鉴定方法等。
琼脂扩散试验通过对细菌进行培养后分离鉴定，是目前最准确有效的方法。但此方法耗时较长。间接血凝试验操作简单，可凭肉眼进行判断。魏子贡等人及刘茂军等人都曾分别建立副猪嗜血杆菌抗体间接血凝检测方法。PCR鉴定方法是快速、准确且特异性高的方法，但所用仪器较昂贵。张培君等人及周勇岐等人都曾建立副猪嗜血杆菌的PCR鉴定方法。

### 鉴别诊断
- 与猪传染性胸膜肺炎鉴别：猪传染性胸膜肺炎主要由猪胸膜肺炎放线杆菌（Actinobacillus pleuropneumoniae，App）引起。猪胸膜肺炎放线杆菌和副猪嗜血杆菌形态上极其相似。另外，副猪嗜血杆菌病和猪传染性胸膜肺炎阳性血清存在交叉反应，不能使用间接血凝实验进行鉴别。但副猪嗜血杆菌病主要在断奶后和保育期间发病，发病表现为纤维性多发性浆膜炎、关节炎、胸膜炎和脑膜炎。而猪传染性胸膜肺炎主要在6～8周龄发病，主要病变为纤维蛋白性胸膜炎和心包炎，发病局限于胸腔。通过PCR等技术综合使用，可准确地对这两种细菌进行鉴别诊断和血清型鉴定[11]。

## 疾病防治

### 疫苗防治
使用疫苗防治副猪嗜血杆菌病是最有效的办法之一，疫苗可以选用自家苗或商品疫苗。但副猪嗜血杆菌病血清型太多，也使得疫苗的研制工作受到一定程度的制约。
目前，在中国大陆批准的商品疫苗有：
- 副猪嗜血杆菌病灭活疫苗(Z-1 51 7株)Haemophilus Parasuis Vaccine，Inactivated(z-1517  Strain)(Ingelvac HP-1) - 勃林格殷格翰动物保健(美国)有限公司[13]
- 猪副猪嗜血杆菌病灭活疫苗Glasser’s Disease Vaccine，Inactivated(HIPRASUIS—GLASSER) - 西班牙海博莱生物大药厂[14]
- 副猪嗜血杆菌病灭活疫苗 - 华中农业大学、武汉科前动物生物制品有限责任公司、中牧实业股份有限公司[15]

### 药物防治
可以使用抗生素联合用药，如阿莫西林、四环素、庆大霉素进行肌肉注射，并配合地塞米松增强效果。